# وادي مزفران
وادي مزفران أو وادي ماء الزعفران[بحاجة لمصدر] هو أحد أهم الوديان في ولاية الجزائر، وطول مجراه يبلغ 33 كيلومترا إلى غاية مصبه ما بين ولايَتَيْ الجزائر وتيبازة، وذلك ما بين بلدية زرالدة وبلدية دواودة، وهو من أطول الوديان العاصمية وأكثرها تدفقا، ينبع من جبال الأطلس التلي ليمر عبر سهل متيجة وجبال ساحل الجزائر ليصب مياهه في البحر الأبيض المتوسط.

## أصل التسمية
أصل كلمة مزفران هي إدماج لكلمَتَي ماء الزعفران وفق النطق المحلي الجزائري باللغتين الأمازيغية والعربية[بحاجة لمصدر]
والزعفران هو صبغ غذائي أصفر زاهي اللون يضيف نكهة طيبة للطعام، يُنتَج عن طريق تجفيف مياسم الزهرة وجزء من الأقلام لنبات زعفران الخريف البنفسجي، الذي يعرف علميا باسم الزعفران السوسني (الاسم العلمي: Crocus sativus).
وتمت هذه التسمية للوادي لأن مياهه لها لون زعفراني بسبب اختلاطها مع أتربة التيطري والأطلس البليدي ومتيجة وجبال ساحل الجزائر أثناء سريانه نحو مصبه في البحر الأبيض المتوسط.

## الخصائص
| رقم | الخاصية                                 | القيمة                                                                                      |
| --- | --------------------------------------- | ------------------------------------------------------------------------------------------- |
| 01  | الولايات                                | الجزائر - تيبازة - البليدة - المدية                                                         |
| 02  | البلديات                                | المحالمة - زرالدة - القليعة - دواودة - بوفاريك - وادي العلايق - الشفة - الحمدانية - تمزقيدة |
| 03  | إحداثيات المصب                          |                                                                                             |
| 04  | طول المجرى المائي                       | 33 كـم (20.51 ميل)                                                                          |
| 05  | الطمي المنقول سنويا في الكيلومتر المربع | 1,610,000 كـغ (3,549,442.42 رطل)                                                            |

## جيولوجيا طبقات المياه الجوفية
تتميز المنطقة الغربية من سهل متيجة أين يسري وادي مزفران بكونها تضم طبقات المياه الجوفية المحتوية على الصلصال.
وتوصف المياه الجوفية تحت مجرى وادي مزفران بأنها مياه حبيسة يبلغ سمك الطبقة الأرضية فوقها ما بين 100 و200 متر.

## المسار
يمر «وادي مزفران» عبر أربع ولايات جزائرية.
| رقم | ولاية البليدة | ولاية تيبازة | ولاية الجزائر | ولاية المدية |
| --- | ------------- | ------------ | ------------- | ------------ |
| 01  | بوفاريك       | القليعة      | المحالمة      | الشفة        |
| 02  | وادي العلايق  | دواودة       | زرالدة        | الحمدانية    |

## الطرق الوطنية
يتقاطع «وادي يسر» مع العديد من الطرق الوطنية أثناء عبوره الولايات الجزائرية الثلاثة.
| رقم | ولاية المدية          | ولاية البليدة         | ولاية تيبازة         | ولاية الجزائر        |
| --- | --------------------- | --------------------- | -------------------- | -------------------- |
| 01  | طريق وطني 1 (الجزائر) | طريق وطني 1 (الجزائر) | الطريق الوطني رقم 11 | الطريق الوطني رقم 11 |
| 02  |                       | الطريق الوطني رقم 4   | الطريق الوطني رقم 67 | الطريق الوطني رقم 67 |
| 02  |                       |                       | الطريق الوطني رقم 69 |                      |

## البحيرات
- بحيرة مزفران (الإحداثيات: ).
- بحيرة المحالمة (الإحداثيات: ).
- بحيرة زرالدة (الإحداثيات: ).

## وسائل النقل

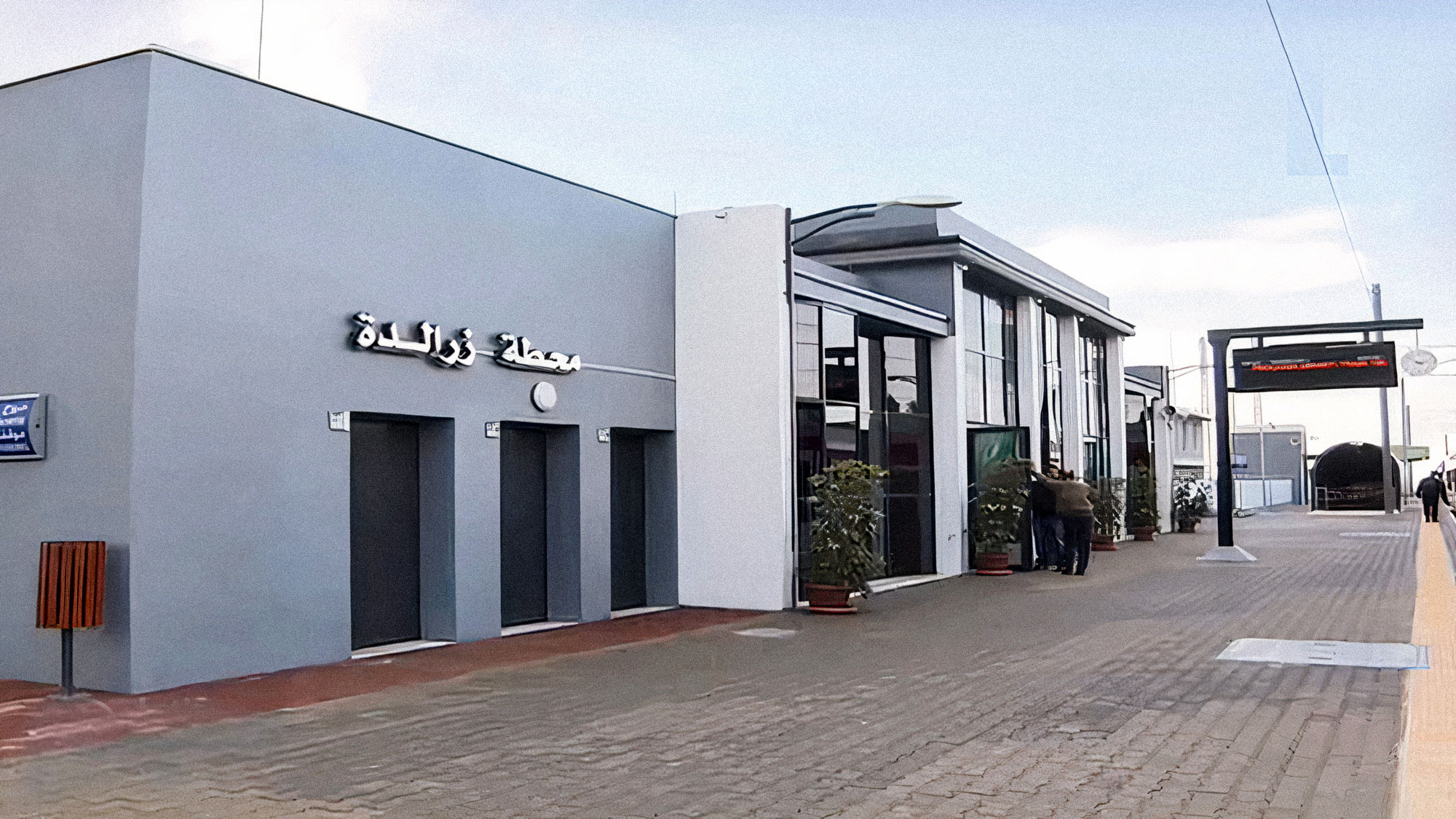
محطة قطار زرالدة

يمكن الوصول إلى وادي مزفران عن طريق وسائل نقل متعددة.
| رقم | ولاية البليدة      | ولاية تيبازة     | ولاية الجزائر                 |
| --- | ------------------ | ---------------- | ----------------------------- |
| 01  | محطة قطار بوفاريك  | محطة قطار دواودة | محطة قطار زرالدة              |
| 02  | محطة قطار بني مراد |                  | محطة قطار سيدي عبد الله       |
| 03  |                    |                  | محطة قطار جامعة سيدي عبد الله |

## الموقع
يصب «وادي مزفران» مياهه في الشريط الساحلي الممتد ما بين ولاية الجزائر وولاية تيبازة.

## مكتبة الصور

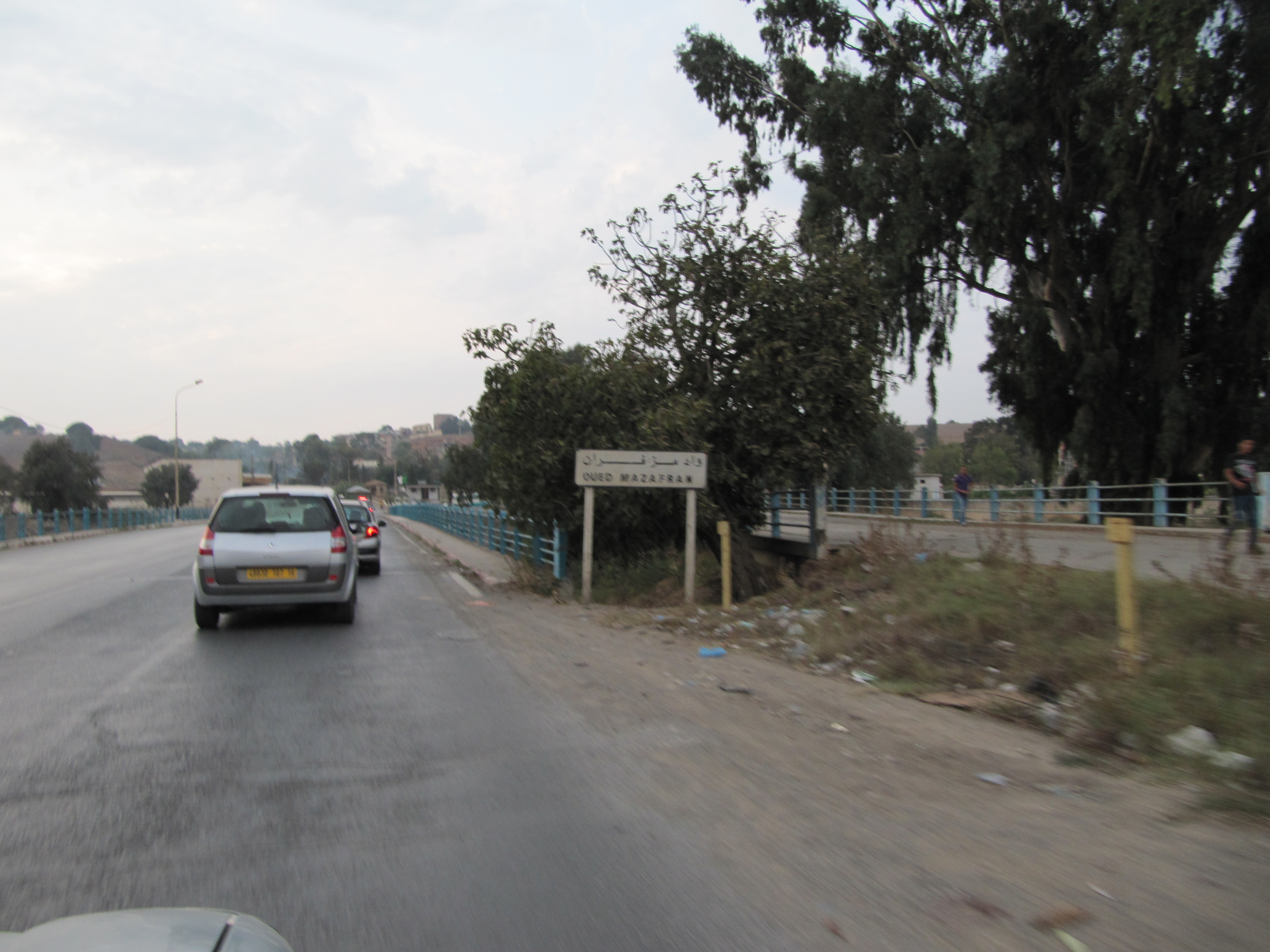
وادي مزفران
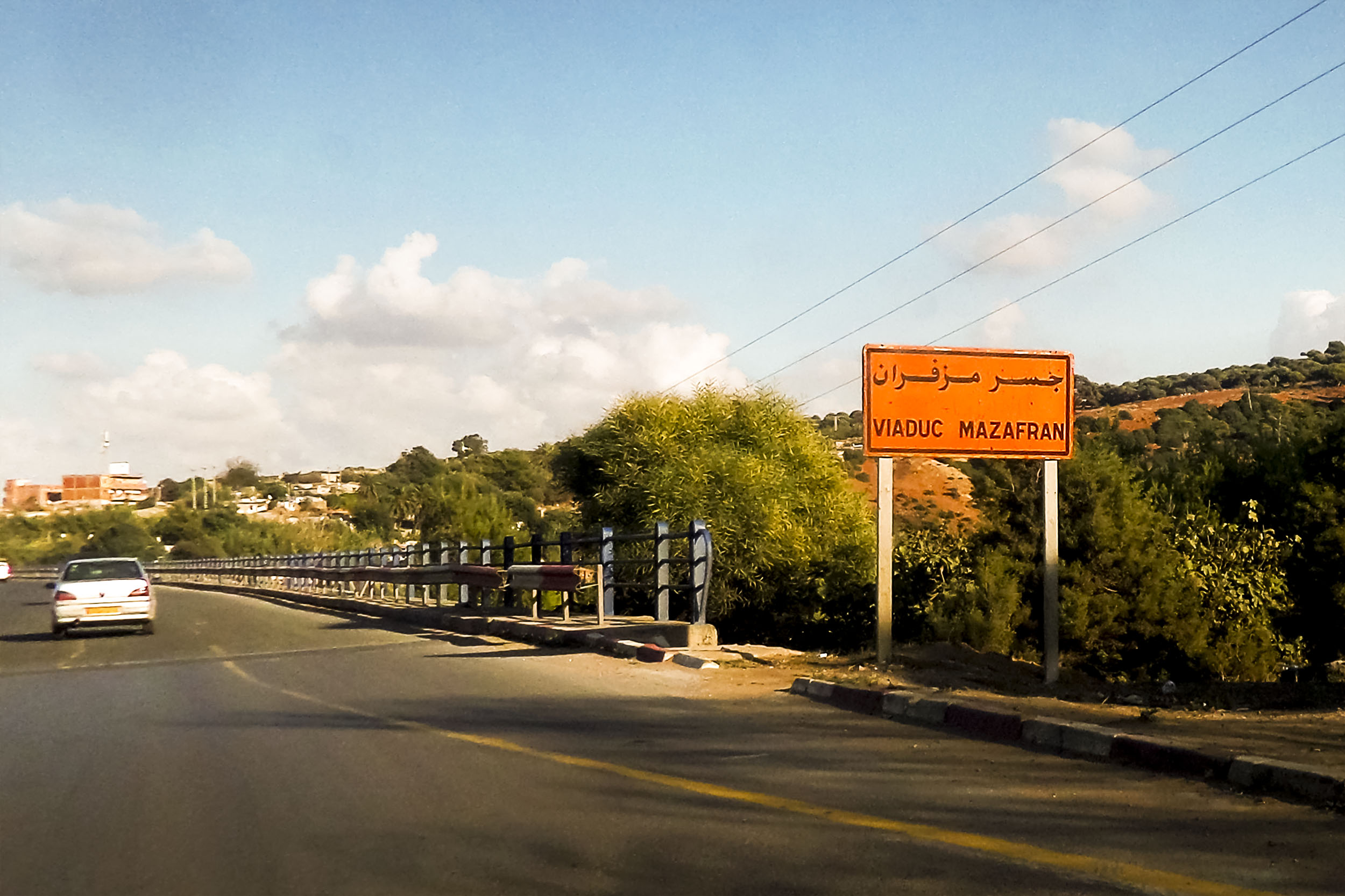
وادي مزفران
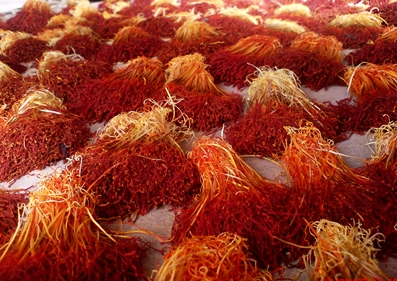
الزعفران
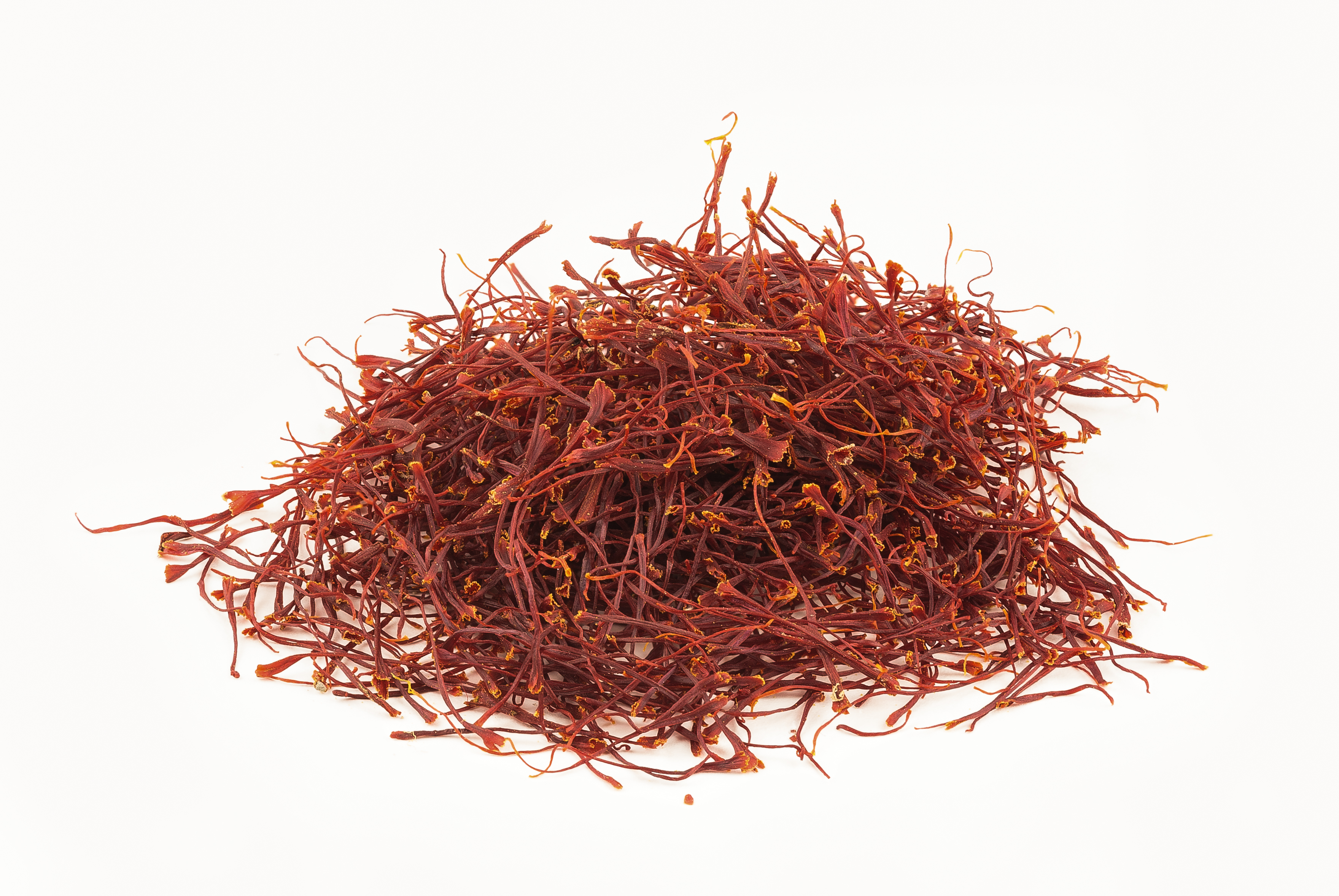
الزعفران
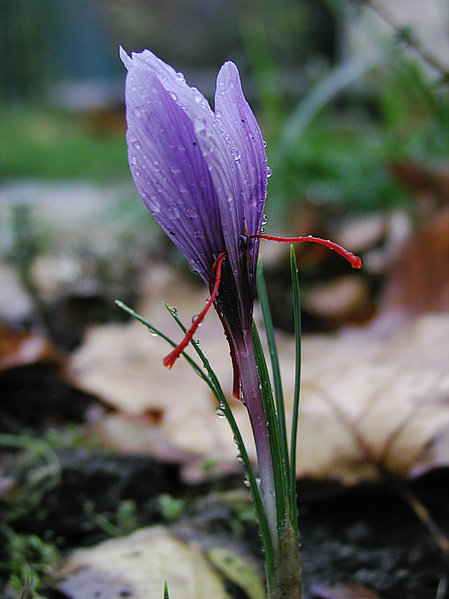
الزعفران المزروع
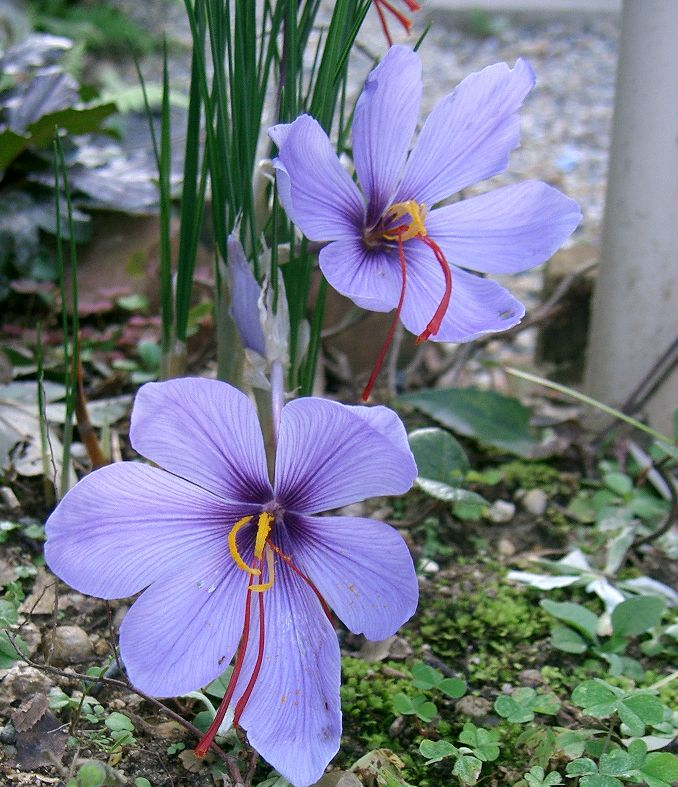
الزعفران المزروع
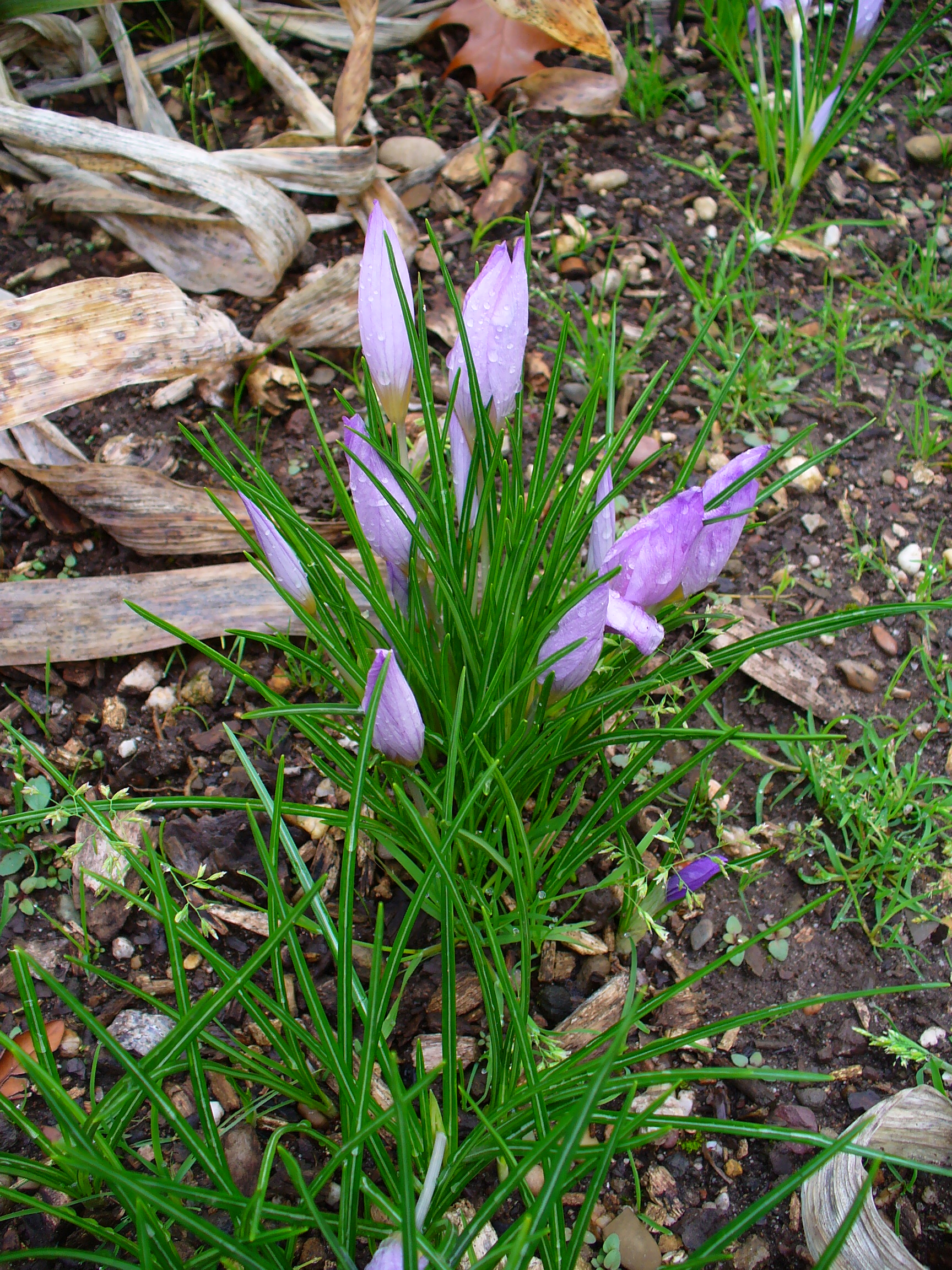
الزعفران المزروع
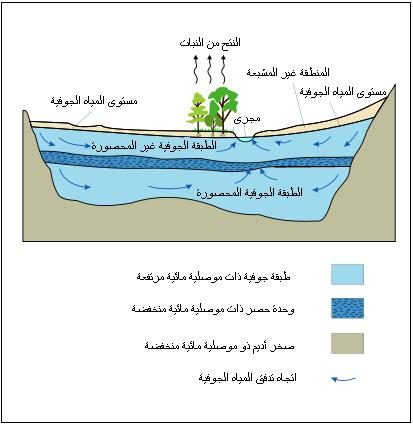
طبقات المياه الجوفية

### مواضيع ذات صلة
- المجاري المائية في الجزائر
- قائمة أنهار الجزائر
- وزارة الموارد المائية الجزائرية
- نظام مائي للوديان
- نظام مطري للوديان
- الأطلس التلي
- جبال ساحل الجزائر
- متيجة
- منطقة القبائل
- زواوة
- خليج الجزائر
- ولاية الجزائر
- ولاية تيبازة
- ولاية البليدة
- قائمة شواطئ الجزائر
- قائمة شواطئ العالم
- السياحة في الجزائر
- قائمة أهم المعالم السياحية في العالم

### وصلات خارجية
- وزارة الموارد المائية الجزائرية
- الموقع الرسمي لولاية الجزائر
- وكالة حماية ساحل ولاية الجزائر

### فيديوهات
- روبورتاج حول وادي مزفران على يوتيوب.
- روبورتاج حول وادي مزفران على يوتيوب.
- روبورتاج حول وادي مزفران على يوتيوب.
- روبورتاج حول وادي مزفران على يوتيوب.
- روبورتاج حول وادي مزفران على يوتيوب.